# بيث كارفاليو
بيث كارفاليو (بالبرتغالية: Beth Carvalho‏) هي مغنية برازيلية، ولدت في 5 مايو 1946 في ريو دي جانيرو في البرازيل.

## وصلات خارجية
- الموقع الرسمي
- بيث كارفاليو على موقع IMDb (الإنجليزية)
- بيث كارفاليو على موقع ميوزك برينز (الإنجليزية)
- بيث كارفاليو على موقع أول ميوزيك (الإنجليزية)
- بيث كارفاليو على موقع ديسكوغز (الإنجليزية)